# Grand Prix d'Isbergues féminin 2019
La 2e édition du Grand Prix d'Isbergues féminin a eu lieu le 22 septembre 2019. La course fait partie du calendrier international féminin UCI 2019 en catégorie 1.2. Elle est remportée par la Luxembourgeoise Christine Majerus.

## Classements

### Classement final
| \| Classement général \| Classement général \| Classement général \| Classement général \| Classement général \| \| Coureuse \| Coureuse \| Pays \| Équipe \| Temps \| \| ------------------ \| ------------------------- \| ------------------ \| ---------------------------------- \| ------------------ \| \| 1re \| Christine Majerus \| Luxembourg \| Boels Dolmans \| 3 h 23 min 59 s \| \| 2e \| Clara Copponi \| France \| FDJ-Nouvelle Aquitaine-Futuroscope \| + 0 s \| \| 3e \| Pascale Jeuland-Tranchant \| France \| Doltcini-Van Eyck Sport \| + 0 s \| \| 4e \| Lara Vieceli \| Italie \| WNT-Rotor Pro Cycling \| + 0 s \| \| 5e \| Maëlle Grossetête \| France \| FDJ-Nouvelle Aquitaine-Futuroscope \| + 3 s \| \| 6e \| Eugénie Duval \| France \| FDJ-Nouvelle Aquitaine-Futuroscope \| + 3 s \| \| 7e \| Kelly Druyts \| Belgique \| Doltcini-Van Eyck Sport \| + 11 s \| \| 8e \| Lauren Kitchen \| Australie \| FDJ-Nouvelle Aquitaine-Futuroscope \| + 12 s \| \| 9e \| Emilia Fahlin \| Suède \| FDJ-Nouvelle Aquitaine-Futuroscope \| + 12 s \| \| 10e \| Gabrielle Pilote Fortin \| Canada \| WNT-Rotor Pro Cycling \| + 12 s \| |                           |            |                                    |                 |
| |                           |            |                                    |                 |
| |                           |            |                                    |                 |
| Classement général |                           |            |                                    |                 |
| Coureuse | Coureuse                  | Pays       | Équipe                             | Temps           |
| 1re | Christine Majerus         | Luxembourg | Boels Dolmans                      | 3 h 23 min 59 s |
| 2e | Clara Copponi             | France     | FDJ-Nouvelle Aquitaine-Futuroscope | + 0 s           |
| 3e | Pascale Jeuland-Tranchant | France     | Doltcini-Van Eyck Sport            | + 0 s           |
| 4e | Lara Vieceli              | Italie     | WNT-Rotor Pro Cycling              | + 0 s           |
| 5e | Maëlle Grossetête         | France     | FDJ-Nouvelle Aquitaine-Futuroscope | + 3 s           |
| 6e | Eugénie Duval             | France     | FDJ-Nouvelle Aquitaine-Futuroscope | + 3 s           |
| 7e | Kelly Druyts              | Belgique   | Doltcini-Van Eyck Sport            | + 11 s          |
| 8e | Lauren Kitchen            | Australie  | FDJ-Nouvelle Aquitaine-Futuroscope | + 12 s          |
| 9e | Emilia Fahlin             | Suède      | FDJ-Nouvelle Aquitaine-Futuroscope | + 12 s          |
| 10e | Gabrielle Pilote Fortin   | Canada     | WNT-Rotor Pro Cycling              | + 12 s          |

### Points UCI
| Position           | 1er | 2e | 3e | 4e | 5e | 6e | 7e | 8e à 10e |
| Classement général | 40  | 30 | 25 | 20 | 15 | 10 | 5  | 3        |